# Heinrich Schweiger
Heinrich Schweiger (Wenen, 23 juli 1931 - Salzburg, 14 juli 2009) was een Oostenrijks acteur.
Schweiger debuteerde in 1947 met Die Wunder-Bar van Karl Farkas in het "Neuen Schauspielhaus". In 1948 trad hij voor de eerste maal op in het Theater in der Josefstadt en in 1949 debuteerde hij in Hauptmann von Köpenick in het Burgtheater.
In 1956 kreeg hij een vast contract aan het Bayerischen Staatsschauspiel München en vervolgens aan het Düsseldorfer Schauspielhaus. Vanaf 1961 speelde Schweiger opnieuw in het Burgtheater. Hij speelde er de hoofdrol in onder meer Othello, Richard III, Don Carlos en Götz von Berlichingen, Puntila in Herr Puntila und sein Knecht Matti, maar ook Doolittle in de musical My Fair Lady. Bij de Salzburger Festspielen speelt hij 12 jaar de rol van duivel. 
In speelfilms speelde Heinrich Schweiger mee in uiteenlopende producties. Meestal speelde hij hooggeplaatste personages, zoals Napoleon in twee Wirtinnen-films of de paus in Die Elixiere des Teufels. Hij overtuigde ook in muzikale komedies als Kinderarzt Dr. Fröhlich. In de Bockerer-films speelde hij sovjetoverste Novotny.
Hij overleed in juli 2009 aan de gevolgen van een beroerte.

## Filmografie
| - 1953: Komm in die Gondel / Eine Nacht in Venedig - 1953: Franz Schubert – Ein Leben in zwei Sätzen / Franz Schubert - 1954: Das Licht der Liebe / Wenn du noch eine Mutter hast - 1959: Das schöne Abenteuer - 1961: Deutschland – deine Sternchen / Die ihre Haut zu Markte tragen - 1961: Jedermann - 1962: Becket oder Die Ehre Gottes (tv) - 1963: Elf Jahre und ein Tag - 1964: Professor Bernhardi (tv) - 1968: Tragödie auf der Jagd (tv) - 1968: Frau Wirtin hat auch einen Grafen - 1968: Frau Wirtin hat auch eine Nichte - 1971: Trotta - 1971: Sie nannten ihn Krambambuli / Was geschah auf Schloß Wildberg - 1971: Wie bitte werde ich ein Held? (A la guerre comme à la guerre) - 1971: Kinderarzt Dr. Fröhlich - 1972: Meine Tochter – deine Tochter - 1972: Der Schrei der schwarzen Wölfe - 1973: Blau blüht der Enzian - 1973: Crazy – total verrückt - 1973: Traumstadt - 1974: Zwei im siebenten Himmel - 1975: Urlaubsmord (Fernsehserie Tatort) - 1976: Bomber und Paganini | - 1976: Die Elixiere des Teufels - 1978: Der Mann im Schilf - 1979: Die großen Sebastians (tv) - 1979: Der King (Fernsehserie Tatort) - 1980: Ringstraßenpalais (tv) - 1980: Georg Friedrich Händels Auferstehung (tv) - 1981: Jägerschlacht - 1981: Der Bockerer - 1982: Mrs. Harris – Ein Kleid von Dior (tv) - 1983: Blütenträume (Tatort) - 1986: Echo Park - 1986: Flucht ohne Ende (tv) - 1986: Erdsegen (tv) - 1987: Der Madonna-Mann - 1994: Endstation Wien (tv-serie Kommissar Rex) - 1996: Der Unfisch - 1996: Die Schuld der Liebe - 1996: Der Bockerer II – Österreich ist frei - 1999: Der Bockerer III – Die Brücke von Andau - 2001: Edelweiß (Fernsehen) - 2002: Ein Hund kam in die Küche (tv) - 2003: Der Bockerer IV – Prager Frühling - 2004: Sein letzter Sonntag (tv-serie Kommissar Rex) - 2006: Am Scheideweg (tv-serie Der Winzerkönig) |

- Gemeinsame Normdatei: 136105122
- International Standard Name Identifier: 0000 0000 8274 5743
- MusicBrainz: cb81082b-4ef9-4907-bfcd-2490a4ef1828
- Virtual International Authority File: 80506368
- WorldCat: E39PBJkXqygwT9hDVYc43PWCcP